# Mykoła Krotow
Mykoła Fedorowycz Krotow (ukr. Микола Федорович Кротов, ros. Николай Фёдорович Кротов, Nikołaj Fiodorowicz Krotow; ur. 1898 w Charkowie, zm. 1978 w Charkowie) – ukraiński piłkarz, grający na pozycji napastnika, pomocnika lub obrońcy, trener piłkarski.

## Kariera piłkarska

### Kariera klubowa
W 1913 rozpoczął karierę piłkarską w drużynie Szturm Charków, skąd w 1915 roku został powołany do wojska. Uczestniczył w I wojnie światowej, nagrodzony carską odznaką "Anna na szyi". Po zakończeniu wojny domowej w Rosji powrócił do Szturma, w którym pełnił funkcje kapitana drużyny. Kiedy w 1925 klub został rozwiązany razem z wieloma innymi piłkarzami przeniósł się do zespołu Rabis Charków. W 1927 roku został piłkarzem ChPZ Charków, w którym zakończył karierę piłkarską w 1933.

### Kariera reprezentacyjna
Bronił barw reprezentacji Charkowa (1920-1925) i Ukraińskiej SRR. W 1925 rozegrał jeden oficjalny mecz w reprezentacji ZSRR przeciwko Turcji.

## Kariera trenerska
Jeszcze będąc piłkarzem w 1926 otrzymał stanowisko dyrektora tylko co wybudowanego stadionu Metalist. W 1934 organizował pierwszą Szkołę Piłkarską w Charkowie. W latach 1934–1935 pracował jako wykładowca w Ukraińskim Instytucie Kultury Fizycznej w Charkowie. W 1936 został pierwszym trenerem Spartaka Charków, który jako jedyny klub reprezentował miasto w pierwszych mistrzostwach ZSRR. W 1938 i 1941 kierował klubem w Grupie A ZSRR. Po zakończeniu Wielkiej Wojny Ojczyźnianej powrócił do Charkowa, gdzie razem z Petrom Parowysznikowym odrodził klub Łokomotyw Charków. W 1947 objął stanowisko głównego trenera Łokomotywa Charków. Potem zajmował się popularyzację piłki nożnej w różnych organizacjach piłkarskich Charkowa. Zmarł w 1978 w Charkowie w wieku 80 lat.

## Sukcesy i odznaczenia

### Sukcesy klubowe
- mistrz ZSRR: 1924
- mistrz Charkowa: 1921, 1922, 1923, 1924, 1925

### Odznaczenia
- nagrodzony tytułem Zasłużonego Mistrza Sportu ZSRR: 1947